# Siquirres
Siquirres  is een stad (ciudad) en een van de zes gemeenten (cantón) in de provincie Limón in Costa Rica. Het heeft een oppervlakte van 860 km² en telt 63.000 inwoners. De gemeente ligt met de oostzijde aan de Caraïbische Zee en grenst in het noorden met (in het westen) Guácimo en (in het oosten) met Pococí. In het zuiden grenst het met de kleinere gemeente  Matina. De gemeente gaat in het zuidelijkste punt op in het gebergte Cordillera Central.
Ze werd op 19 september 1911 opgericht en is opgedeeld in zes deelgemeenten (distrito): Siquirres (de eigenlijke stad), Alegría, Cairo, Florida, Germania en Pacuarito.
Guácimo · Limón · Matina · Pococí · Siquirres · Talamanca